# Ōishi Yoshio
Ōishi Yoshio est un nom japonais traditionnel ; le nom de famille (ou le nom d'école), Ōishi, précède donc le prénom (ou le nom d'artiste).
Ōishi Yoshio (大石 良雄), né en 1659 et mort le 20 mars 1703, est un bushi au service d'Asano Naganori, daimyo du domaine d'Akō, dans la province de Harima. Il est également désigné par sa fonction : Ōishi Kuranosuke ou Ōishi Kura-no-suke (大石 内蔵助).

## Biographie
Ōishi Yoshio est un élève du stratège Yamaga Sokō. Ce philosophe confucianiste, exilé à Akō depuis sa disgrâce auprès de la cour en 1665, voit dans le code d'honneur des samouraïs un modèle pour la société. Il insiste particulièrement sur la loyauté indéfectible du soldat envers son seigneur.
Ōishi tient une charge importante dans la hiérarchie du domaine d'Akō puisqu'il l'administre lorsque son suzerain doit s'absenter. Il semble parallèlement avoir un penchant pour l'ivresse.
En tant que daimyo et comme l'exige la loi, Asano Naganori se rend à Edo en 1700. À la suite d'un différend qui l'oppose au maître de cérémonie Kira Yoshinaka, il blesse ce dernier le 21 avril 1701. Pour avoir sorti une arme et s'en être servi dans l'enceinte d'Edo, Asano est immédiatement contraint par le pouvoir à faire seppuku et son domaine est confisqué. Par conséquent, ses guerriers sont privés de leur maître et deviennent des rōnin.
L'origine de la dispute entre les deux hommes est liée à une question d'honneur. Asano n'a pas suffisamment payé Kira pour l'instruire du protocole à respecter lors d'une cérémonie à laquelle l'empereur devait assister. En retour, celui-ci a négligé l'enseignement d'Asano qui s'est alors senti insulté. Fidèle à son maître défunt et profondément influencé par l'enseignement de Yamaga Sokō, Ōishi Kuranosuke met en place une conspiration visant à éliminer Kira Yoshinaka et laver l'honneur du clan Asano.
Avant de quitter le château d'Akō, Ōishi convainc une cinquantaine des soldats du clan qui n'acceptent pas le déshonneur, d'attendre que la situation s’apaise et de se disperser provisoirement. Ce groupe de soldats est connu sous le nom des « 47 rōnin ».
Ōishi Kuranosuke répudie son épouse et part à Kyoto. Que ce soit uniquement pour se faire oublier des espions de Kira ou également par goût de l'alcool, Ōishi se montre alors régulièrement ivre en compagnie de prostituées.
Pendant ce temps, les rōnin préparent l'assassinat dans le plus grand secret. Ils attendent que Kira se sépare des hommes qu'il a engagé pour se protéger des représailles du clan Asano. Bien armés et déguisés en pompiers, ils passent à l'action en janvier 1703. L'assaut contre la maison de Kira est un succès et ce dernier est décapité.
Après avoir présenté la tête de Kira à la tombe d'Asano, les conspirateurs se rendent et sont incarcérés. Condamné comme ses compagnons au seppuku pour meurtre, Ōishi Kuranosuke s'éventre avant d'être décapité le 20 mars 1703.

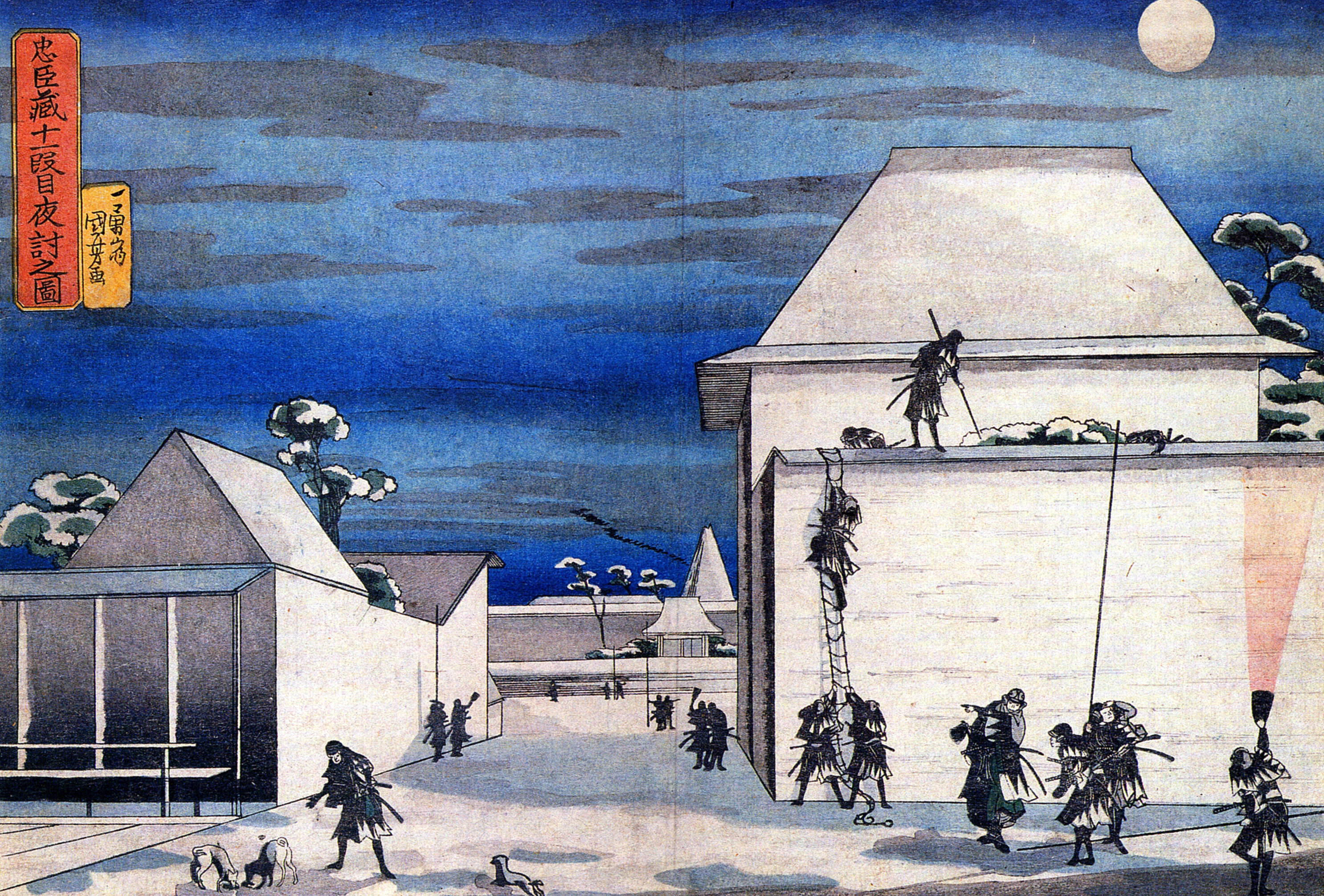
L'attaque de la maison de Kira. Gravure d'Utagawa Kuniyoshi.
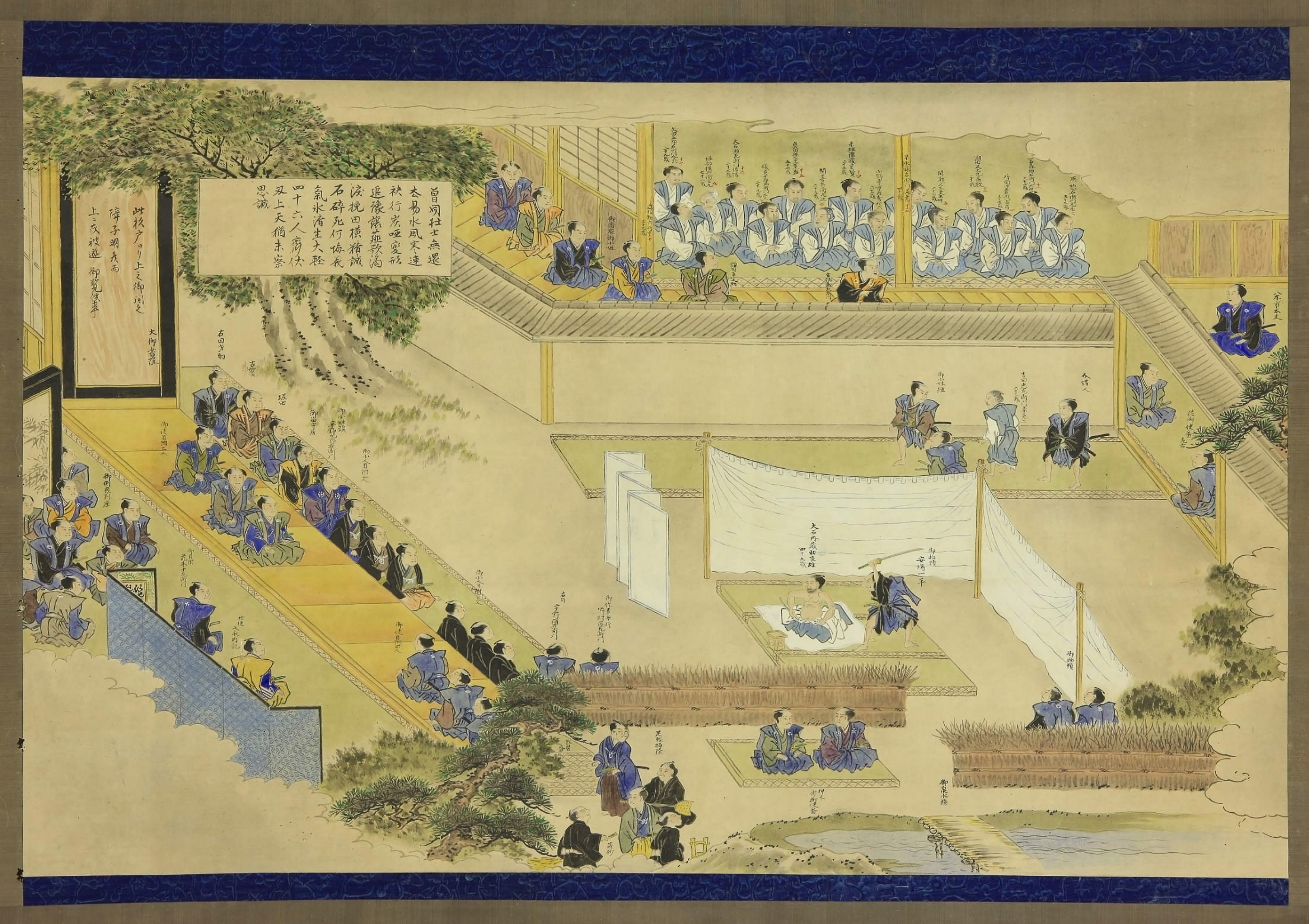
Le suicide d'Ōishi Yoshio. Peinture de Kanō Shōsen'in.
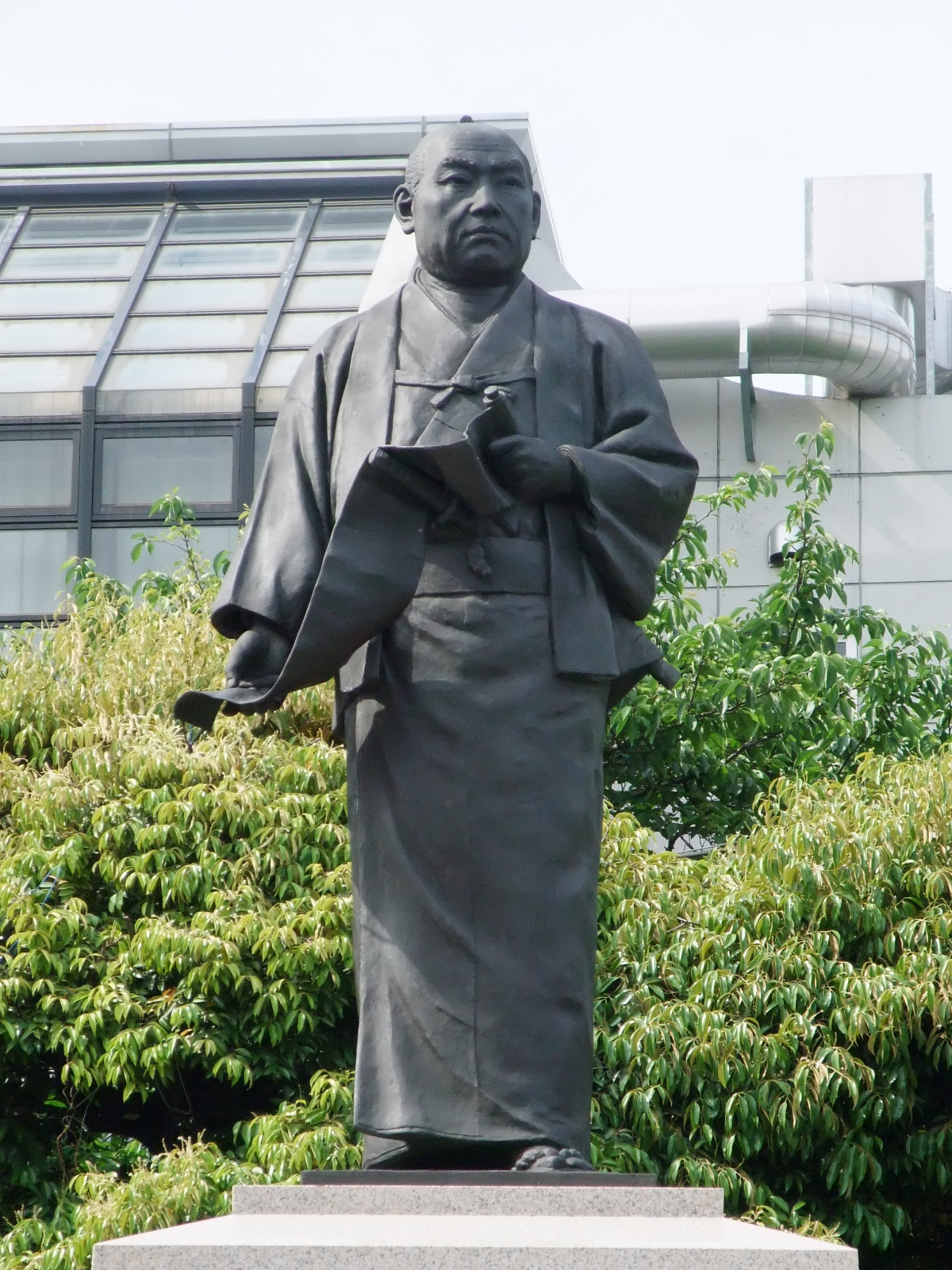
Statue d'Ōishi Yoshio, à Sengaku-ji, Tokyo.